# Kamenz
Die Lessingstadt Kamenz, obersorbisch Kamjencⓘ (vom altsorbischen Bachnamen Kamenica, wörtlich ‚Steinbach‘), ist eine Große Kreisstadt im Landkreis Bautzen in Sachsen. Sie liegt etwa 40 km nordöstlich von Dresden und etwa 30 km nordwestlich von Bautzen.

## Geographie

### Geographische Lage
Die Stadt liegt in der Westlausitz bzw. der westlichen Oberlausitz, am Fuße des Hutberges im Naturraum Westlausitzer Hügel- und Bergland. Die Gegend bildet die Nahtstelle zwischen der flachen Teichlandschaft im Norden, eine der größten Wasserflächen – der Deutschbaselitzer Großteich – befindet sich auf Kamenzer Gebiet, und dem Lausitzer Bergland im Süden. Dementsprechend ist die Landschaft im Norden von flachwelliger Heide geprägt, die nach Süden hin relativ rasch ansteigt und im Ortsteil Hennersdorf bereits Mittelgebirgscharakter zeigt. Die höchsten Erhebungen auf dem Stadtgebiet sind der Hennersdorfer Berg (387 m) und der Walberg bei Schwosdorf (360 m).
Von Süden kommend und sich im Stadtgebiet mit einigen weiteren kleinen Bächen, wie dem Langen Wasser, vereinigend durchfließt die Schwarze Elster Kamenz in Richtung Norden.

### Geologie
Unmittelbar unter den Straßen der Stadt, unter einer nur mäßig starken Lössschicht, befinden sich massive Grauwackefelsen, die an einigen Stellen von Granitaustritten unterbrochen werden und zum Teil direkt aus dem Boden ragen. Beide Gesteine wurden früher intensiv abgebaut, wovon noch heute mehrere zugelaufene Steinbrüche im Stadtgebiet (zum Teil unmittelbar neben Wohnvierteln) zeugen. Bedeutendster Steinbruch dürfte der 80 Meter tiefe Steinbruch Sparmann sein, der heute ein beliebtes Tauchgebiet ist. Im Norden und Nordosten findet man Kies und Kaolinvorkommen, die durch das Elbe-Urstromtal entstanden.

### Nachbargemeinden
Angrenzende Gemeinden sind im Norden die Stadt Bernsdorf, im Nordosten Oßling, im Osten Nebelschütz, im Südosten die Stadt Elstra, im Süden Haselbachtal, im Westen Neukirch und im Nordwesten Schwepnitz.

### Stadtgliederung

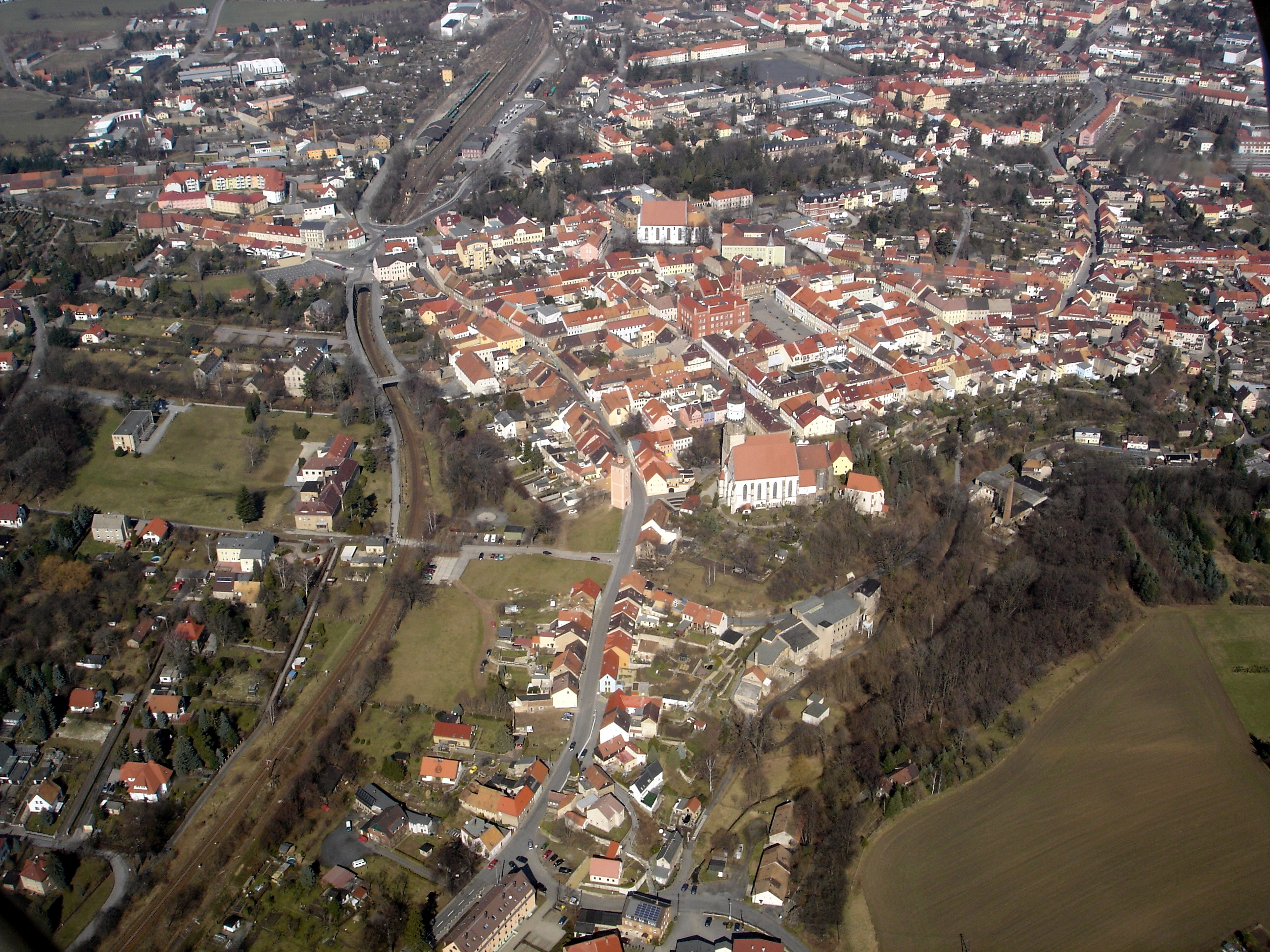
Kamenz aus der Luft

Kamenz umfasst neben der Kernstadt folgende Ortschaften:
| Ortschaft                      | Einwohner | Eingemeindungs- datum | Anmerkung                                                    |
| ------------------------------ | --------- | --------------------- | ------------------------------------------------------------ |
| Bernbruch                      | 333       | 1. Januar 1999        |                                                              |
| Biehla                         | 494       | 1. Januar 2019        | vorher Gemeinde Schönteichen                                 |
| Brauna                         | 426       | 1. Januar 2019        | vorher Gemeinde Schönteichen                                 |
| Cunnersdorf                    | 553       | 1. Januar 2019        | vorher Gemeinde Schönteichen                                 |
| Deutschbaselitz Němske Pazlicy | 448       | 1. Januar 1999        |                                                              |
| Gelenau                        | 329       | 1. Januar 1999        | vorher Gemeinde Lückersdorf-Gelenau                          |
| Hausdorf                       | 157       | 1. Januar 2019        | vorher Gemeinde Schönteichen                                 |
| Hennersdorf                    | 115       | 1. Januar 1999        | vorher Gemeinde Lückersdorf-Gelenau                          |
| Jesau Jěžow                    | 1766      | 1935                  |                                                              |
| Liebenau                       | 160       | 1. Januar 2019        | vorher Gemeinde Schönteichen                                 |
| Lückersdorf                    | 404       | 1. Januar 1999        | vorher Gemeinde Lückersdorf-Gelenau                          |
| Petershain                     | 70        | 1. Januar 2019        | vorher Gemeinde Schönteichen                                 |
| Rohrbach                       | 37        | 1. Januar 2019        | vorher Gemeinde Schönteichen                                 |
| Schiedel Křidoł                | 93        | 1. Januar 1999        | vorher Gemeinde Zschornau-Schiedel                           |
| Schönbach                      | 165       | 1. Januar 2019        | vorher Gemeinde Schönteichen                                 |
| Schwosdorf                     | 164       | 1. Januar 2019        | vorher Gemeinde Schönteichen                                 |
| Thonberg Hlinowc               | 325       | 1. Januar 1974        | war nie eine eigenständige Gemeinde, gehörte vorher zu Wiesa |
| Wiesa Brěznja                  | 705       | 1. Januar 1974        |                                                              |
| Zschornau Čornow               | 237       | 1. Januar 1999        | vorher Gemeinde Zschornau-Schiedel                           |

Rund um die katholische Kirche St. Maria Magdalena, heute im Zentrum der Stadt, liegt außerdem das Gebiet der ehemals eigenständigen Gemeinde Spittel, die 1903 eingemeindet wurde.
Zum amtlichen sorbischen Siedlungsgebiet zählen die Ortsteile Deutschbaselitz, Jesau, Kamenz, Thonberg und Wiesa.

## Geschichte

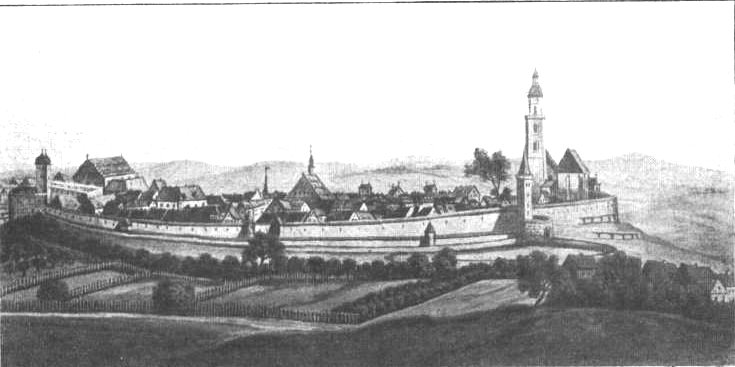
Kamenz im 16. Jahrhundert

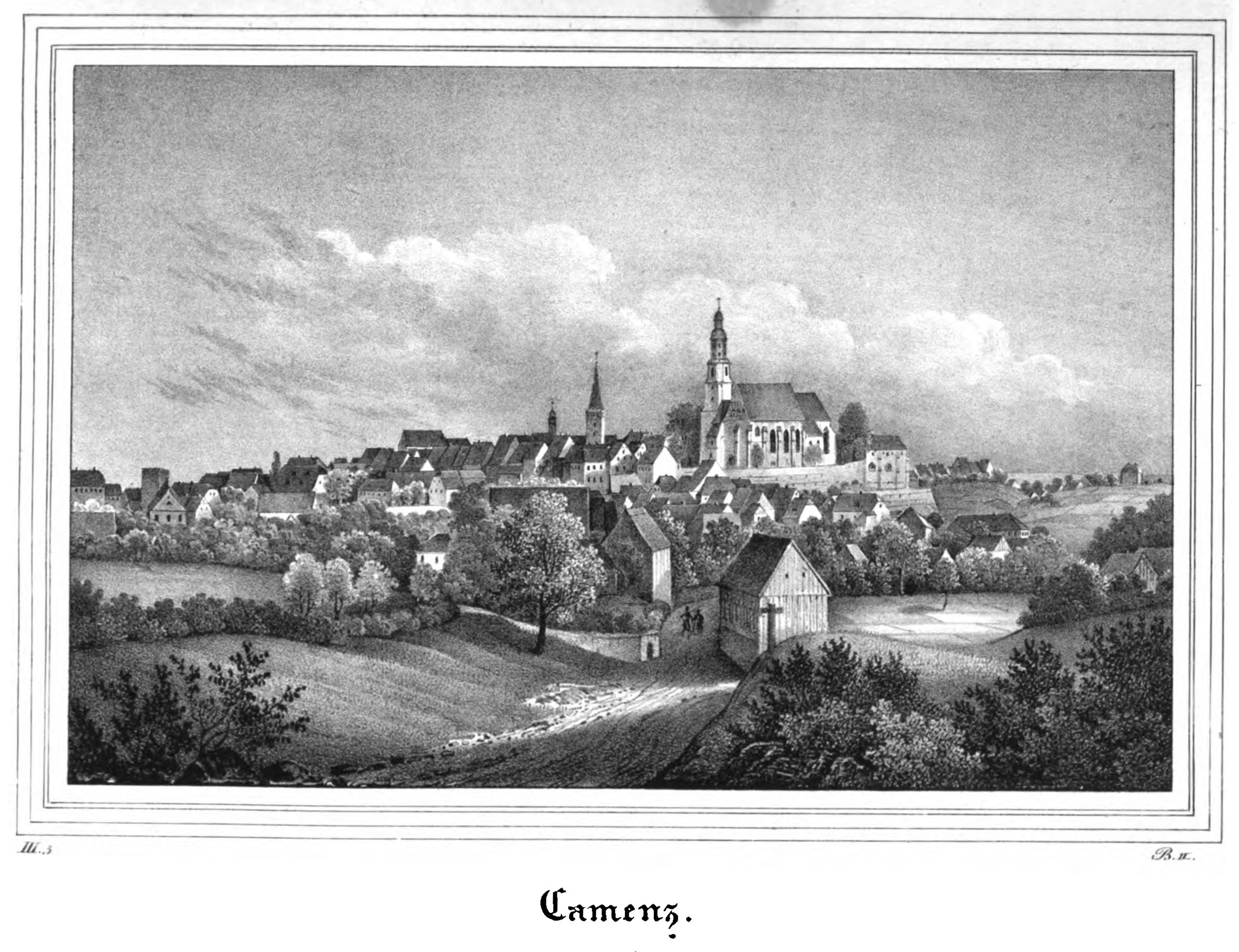
Kamenz im Jahre 1837

### Stadtgeschichte
Gegen Ende des 12. Jahrhunderts wurde an der Stelle der heutigen Altstadt eine Burg zur Sicherung des Überganges der Via Regia über die Schwarze Elster erbaut. Die Via Regia war damals ein überregional bedeutender Handelsweg von Belgien bis hinein nach Schlesien. 1225 wurde der Ort erstmals urkundlich erwähnt, seit 1319 war Kamenz freie Stadt. 1346 wurde der Oberlausitzer Sechsstädtebund gegründet, dessen westlichste Mitgliedsstadt Kamenz wurde. Am 6. Oktober 1429 wurde Kamenz für mehrere Tage von den Hussiten belagert und anschließend eingenommen. Die historischen Nachrichten sprechen davon, dass sich die meisten Bewohner zuvor durch Flucht retten konnten und in Dresden Aufnahme fanden. Die böhmischen „Gottesstreiter“ suchten auch die nähere Umgebung heim und verwüsteten das offene Landstädtchen Wittichenau und das Kloster St. Marienstern. Danach zogen sie gegen Bautzen.
1547 war Kamenz vom Oberlausitzer Pönfall betroffen und büßte dabei einige Rechte ein.
In Kamenz gab es 1607–1655 Hexenverfolgungen: 1607 wurde Peter Babus, Henker in Kamenz, in einem Hexenprozess zum Tode verurteilt und 1655 Diakon Kaspar Dulichius enthauptet.
Im Jahre 1707 vernichtete ein großer Stadtbrand viele Häuser in der Altstadt. 1729 wurde der Dichter und Schriftsteller Gotthold Ephraim Lessing in Kamenz geboren.
Am 17. April 1838 eröffnete die „gewerbliche Sonntagsschule für die königlich-sächsische Vierstadt Kamenz“, die als Vorläufer des Beruflichen Schulzentrums zugleich die erste Gewerbeschule Sachsens war.
1839 gab die Stadt ihre Gerichtsbarkeit, die vom Stadtgericht Kamenz ausgeübt wurde, an den Staat ab und es wurde das Justizamt Kamenz geschaffen. Dieses wurde 1856 durch das Bezirksgericht Kamenz und das Gerichtsamt Kamenz abgelöst. 1879 wurden die Gerichte in das Amtsgericht Kamenz umgewandelt. In der DDR bestand 1952–1992 stattdessen das Kreisgericht Kamenz, bevor 1992 das Amtsgericht Kamenz neu errichtet wurde.
1896 wurde in Kamenz per königlichem Beschluss eine ständige Garnison eingerichtet. In Friedenszeiten stand hier das 13. königlich sächsische Infanterie-Regiment Nr. 178. Zu Beginn des Ersten Weltkrieges wurde hier und in den anderen beiden Garnisonen der sächsischen Oberlausitz (Zittau und Bautzen) das Königlich Sächsische Reserve-Infanterie-Regiment 242 aufgestellt.
1919 wurde als Folge der durch den Versailler Vertrag erzwungenen Truppenreduzierung Kamenz als Garnison aufgegeben, nach 1933 jedoch wieder belegt: ab etwa 1935 bis 1939 waren hier unter anderem Teile des Infanterieregiments 10 und die Panzerabwehrabteilung 4 untergebracht. Während des Zweiten Weltkrieges stand hier zunächst das Infanterie-Ersatz-Bataillon 465, später diverse Ersatzformationen der Panzerjäger- und Panzertruppe. Von 1935 bis 1944 war die Reichsarbeitsdienst-Gruppe 151 in Kamenz stationiert, im Februar 1945 wurden Teile der Luftwaffe (Schlachtgeschwader 2 und 77) hierher verlegt.
Das NS-Regime und der Zweite Weltkrieg hinterließen auch in Kamenz Spuren. Im Oktober 1944 wurde im Herrental ein Außenlager des KZ Groß Rosen eingerichtet. Ungefähr 1.000 Häftlinge mussten unter unmenschlichen Bedingungen für die Rüstungsindustrie arbeiten. Ca. 200 Häftlinge starben. Am 10. März 1945 wurde dieses Lager vor der heranrückenden Roten Armee geräumt und die noch lebenden Häftlinge nach Dachau transportiert. Auf Edelstahltafeln werden heute die namentlich bekannten Opfer aufgeführt.
Der katholische Priester Bernhard Wensch war Kaplan in Kamenz. Als Diözesanjugendseelsorger in Dresden versuchte er, die Jugendlichen vor der NS-Indoktrination zu bewahren. Er wurde verhaftet. Über Sachsenhausen kam er nach Dachau. Dort starb er völlig entkräftet. In Kamenz ist eine kleine Straße neben der Kirche nach ihm benannt. Ein Relief an der den Kirchhof umgebenden Mauer zeigt ihn von Kindern umgeben. Auch ein Stolperstein erinnert an ihn.
Der am 9. Oktober 1902 in Wiesa, Kreis Kamenz, geborene Richard Liebelt war nicht bereit, für Hitlers Traum von der Weltherrschaft zu sterben. Er wurde am 5. Mai 1944 in Dortmund hingerichtet. Sein Grab befindet sich auf dem Dortmunder Hauptfriedhof. In Kamenz erinnert seit Mai 2005 ein schlichter Stein neben dem Lessing-Museum an ihn.
In der Nähe des Bahnhofs in einem kleinen Park erinnert ein Denkmal der Fédération Internationale des Résistants seit 1984 an die Opfer der NS-Zeit.

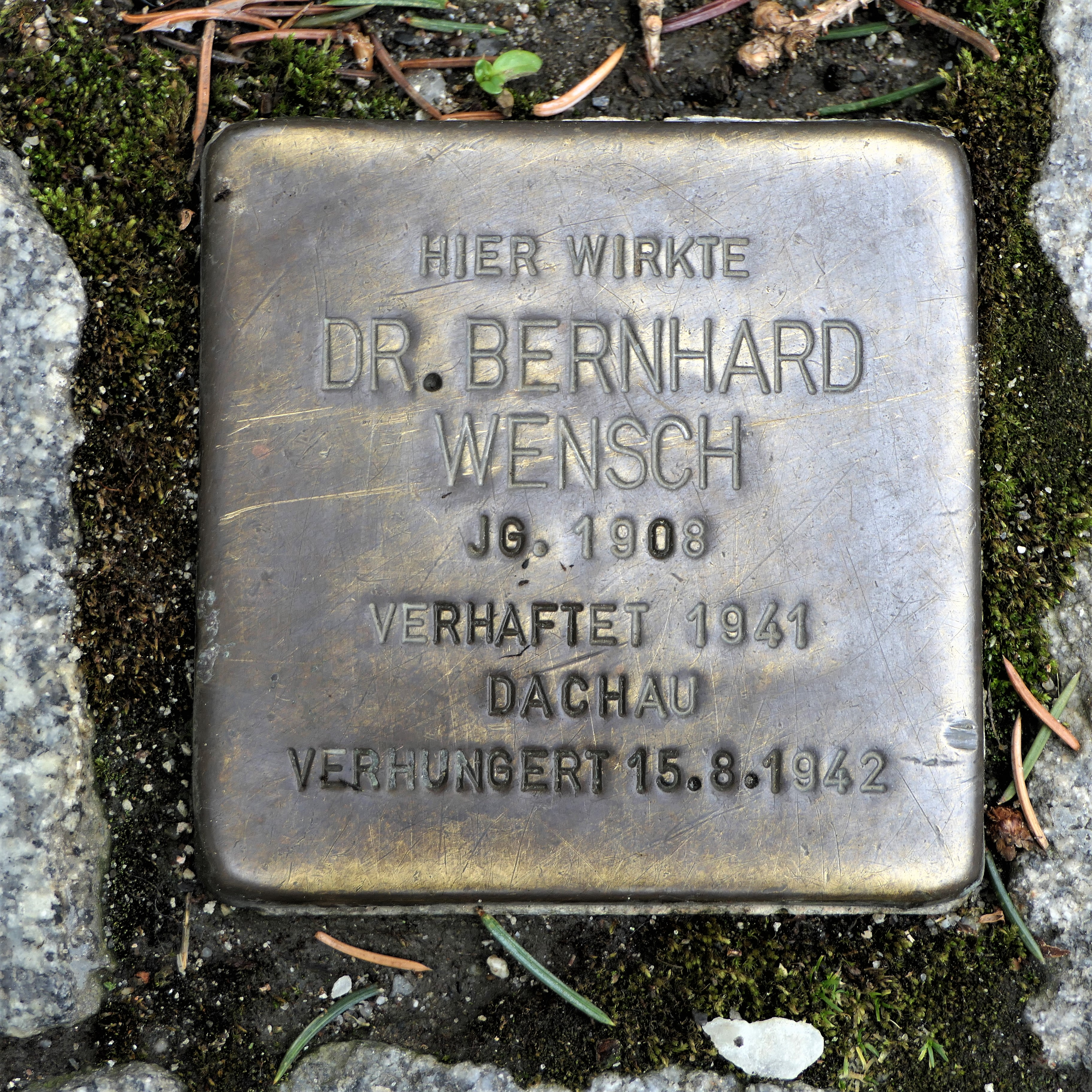
Stolperstein für Bernhard Wensch in Kamenz
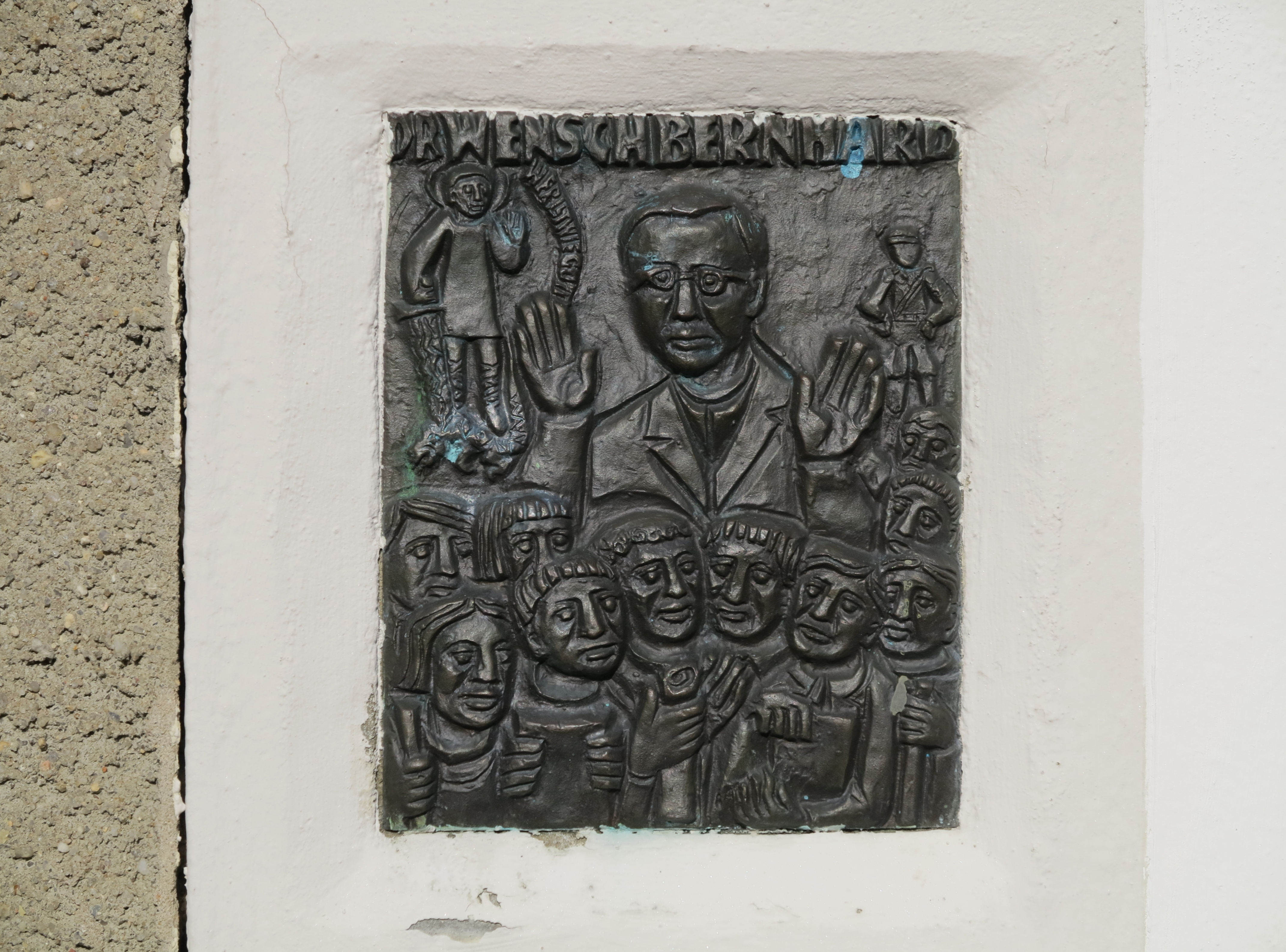
Gedenktafel für den Priester Bernhard Wensch, der im KZ Dachau starb.
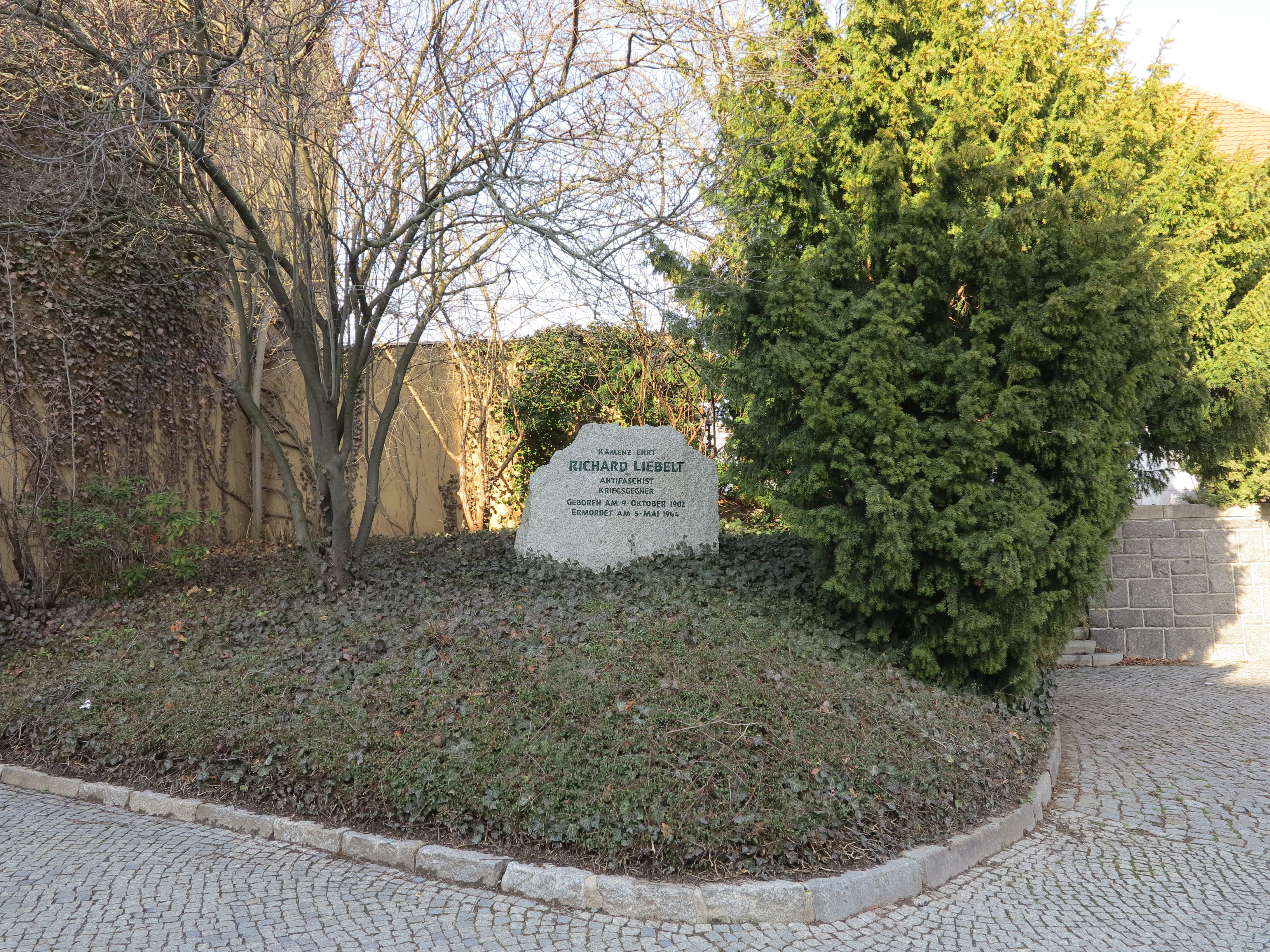
Gedenkstein für den Kamenzer Bürger Liebelt, der als Deserteur in Dortmund hingerichtet wurde. Foto Februar 2025
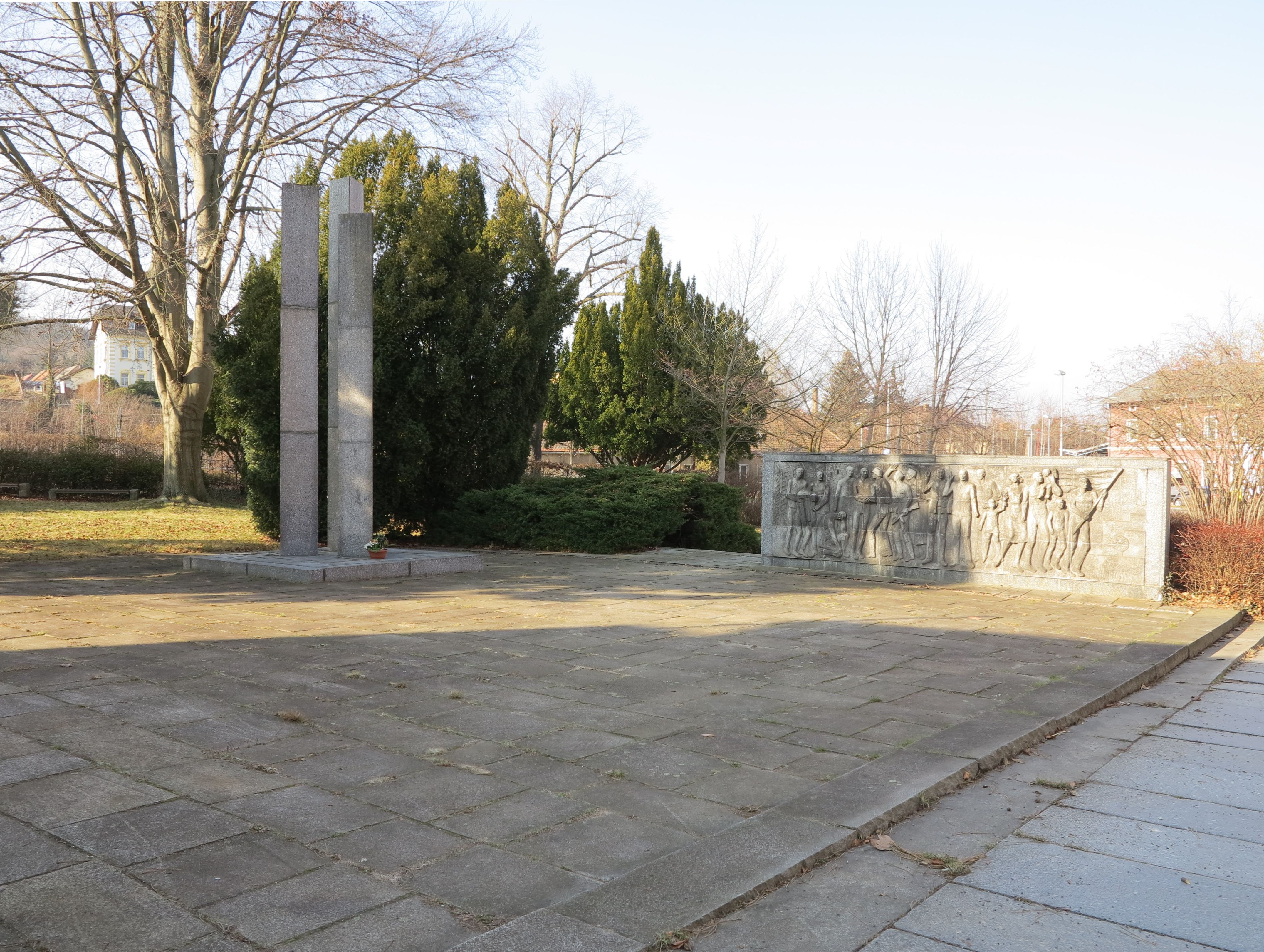
Denkmal für die NS-Opfer im Park an der Poststraße
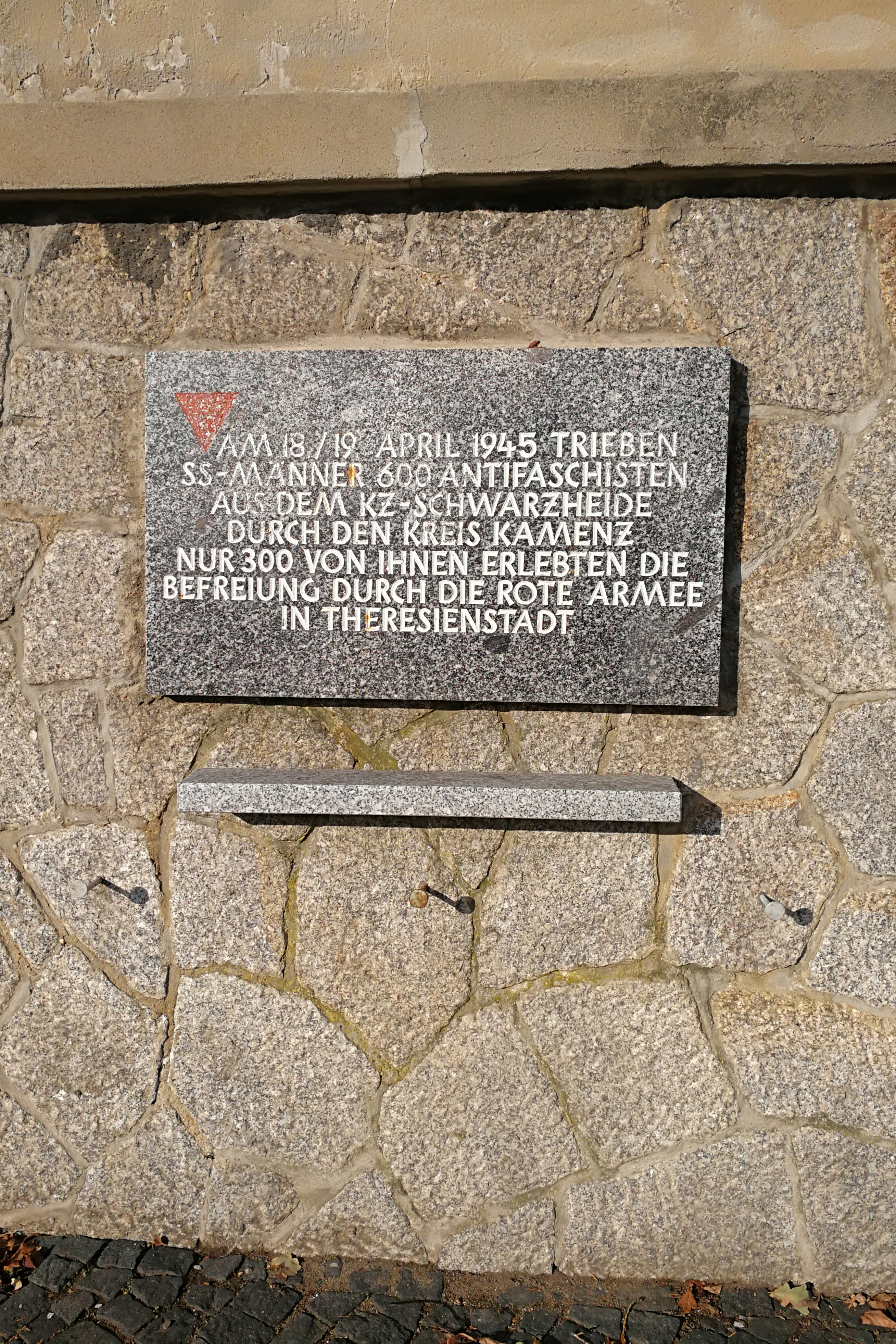
Erinnerungstafel an den Todesmarsch von KZ-Häftlingen
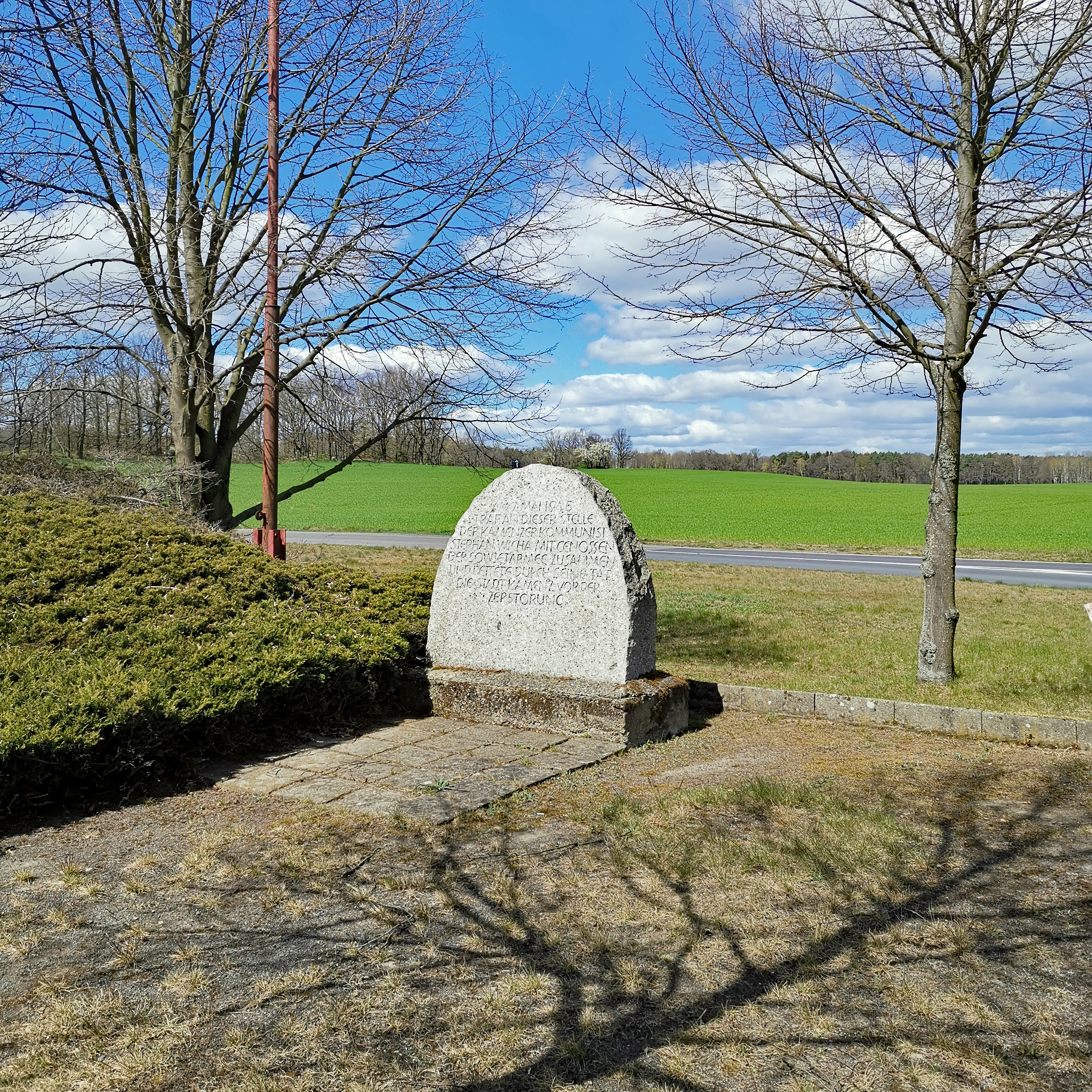
Stein zur Erinnerung an die friedliche Übergabe der Stadt an die Rote Armee

Nach 1956 bis 1990 befand sich in Kamenz die Offiziershochschule der Luftstreitkräfte/Luftverteidigung Franz Mehring der NVA mit zeitweise 1.500 Studierenden. Die blau-grauen Uniformen bestimmten das Bild der Kleinstadt.
Kamenz war Verwaltungssitz der Amtshauptmannschaft Kamenz (1874–1939), des Landkreises Kamenz (1939–1952), des Kreises Kamenz (1952 bis 1995) und des Landkreises Kamenz (1996–2008). Am 1. August 2008 wurde der Landkreis Kamenz mit der kreisfreien Stadt Hoyerswerda und dem Landkreis Bautzen (1994–2008) zum neuen Landkreis Bautzen vereinigt.

### Burgstall Schlossberg Kamenz
Auf dem „Schlossberg“ am östlichen Altstadtrand über dem Hochufer des Langen Wassers befand sich im Hochmittelalter eine Burganlage. Grabungen erbrachten nur einige Steinfunde. Das Areal ist teilweise bebaut und steht unter Bodendenkmalschutz.
Um 1200 war der Eigensche Kreis durch Schenkung des Kaisers an das Bistum Meißen gekommen. Die Bischöfe verkauften den Eigenschen Kreis um 1240 an das Haus Schönburg. Die Schönburger gaben diesen Besitz an die mit ihnen verschwägerten Herren von Kamenz (ursprünglich Herren von Vesta aus Vesta bei Bad Dürrenberg) weiter. Durch Stiftungen und Verkauf gelangte dieser Besitz der Schönburger und Kamenzer Herren letztlich an das 1248 durch Bernhard III. von Kamenz, Bischof von Meißen, gegründete Zisterzienserinnenkloster St. Marienstern bei Kamenz.
Bernhard II. von Vesta nannte sich als erster seiner Familie nach Herrschaft und Burg Kamenz: „Bernhard von Kamenz“. Seine beiden Brüder waren Witego und Bernhard IV. von Kamenz. Sein ältester Sohn, Bernhard III. von Kamenz, war von 1293 bis zu seinem Tode 1296 Bischof von Meißen. Zusammen mit seinem Bruder Heinrich gründete er im Jahr 1248 das Kloster St. Marienstern.
Im Jahr 1319 nahm die Stadt Kamenz nach ihrem Lossagen von der Grafenherrschaft ein neues Stadtwappen an. Die goldene Zinnenmauer steht für die Wehrhaftigkeit der Stadt, der doppelschwänzige Löwe ist der Böhmische Löwe und bekundet die böhmische Oberhoheit.

### Einwohnerentwicklung
| Jahr          | EW     |
| ------------- | ------ |
| 1834          | 03.844 |
| 1871          | 6.404  |
| 1875          | 6.784  |
| 1880          | 6.820  |
| 1885          | 7.211  |
| 1890          | 7.749  |
| 1910          | 11.533 |
| 1925          | 11.165 |
| 1933          | 11.426 |
| 1939 (17.5.)  | 14.483 |
| 1946 (29.10.) | 13.862 |
| 1950 (31.8.)  | 14.331 |
| 1955          | 14.981 |
| 1956          | 14.931 |
| 1957          | 14.857 |
| 1958          | 14.876 |
| 1959          | 14.944 |

| Jahr | EW     |
| ---- | ------ |
| 1960 | 14.888 |
| 1962 | 15.461 |
| 1963 | 15.350 |
| 1964 | 15.905 |
| 1965 | 16.236 |
| 1966 | 16.585 |
| 1967 | 16.657 |
| 1968 | 16.618 |
| 1969 | 16.528 |
| 1970 | 16.653 |
| 1971 | 16.532 |
| 1972 | 16.289 |
| 1973 | 16.315 |
| 1974 | 18.221 |
| 1975 | 18.001 |
| 1976 | 18.052 |
| 1977 | 18.030 |

| Jahr         | EW     |
| ------------ | ------ |
| 1978         | 18.001 |
| 1979         | 17.898 |
| 1980         | 18.143 |
| 1981         | 18.410 |
| 1982         | 18.377 |
| 1983         | 18.410 |
| 1984         | 18.339 |
| 1985         | 18.269 |
| 1986         | 18.323 |
| 1987         | 18.229 |
| 1988         | 18.126 |
| 1989         | 18.016 |
| 1990 (3.10.) | 19.954 |
| 1997         | 18.882 |
| 1998         | 19.013 |
| 1999         | 19.136 |
| 2000         | 19.010 |

| Jahr          | EW     |
| ------------- | ------ |
| 2001          | 18.848 |
| 2002          | 18.606 |
| 2003          | 18.440 |
| 2004          | 18.308 |
| 2005          | 18.129 |
| 2006          | 18.009 |
| 2007          | 17.802 |
| 2008          | 17.431 |
| 2009          | 17.171 |
| 2010          | 16.990 |
| 2011 (30.11.) | 16.819 |
| 2012          | 15.432 |
| 2013          | 15.301 |
| 2014          | 15.158 |
| 2015          | 15.202 |
| 2016          | 15.153 |
| 2017          | 14.750 |
| 2018          | 16.853 |
| 2019          | 16.914 |
| 2020          | 16.998 |
| 2021          | 17.024 |
| 2022          | 17.069 |

Einwohnerentwicklung der Stadt

Bei den Werten von 1834 bis 1950 handelt es sich um Volkszählungsergebnisse, danach überwiegend um Fortschreibungen der jeweiligen Statistischen Ämter beziehungsweise der Stadtverwaltung selbst. Sie entsprechen bis 1989 dem jeweiligen Gebietsstand, ab 1990 dem heutigen. Konnte ein anderer Stichtag als der 31. Dezember ermittelt werden, ist dieser angegeben.

## Religion
Im Jahre 1925 waren von 11.165 Einwohnern 9.566 evangelisch-lutherisch (85,7 %). 2011 waren unter 15.582 Einwohnern noch 3.000 evangelisch (19,3 %) und 1.090 katholisch (7,0 %), während 11.490 keiner oder einer sonstigen Konfession angehörten (73,7 %).

## Politik

### Stadtrat
Der Stadtrat von Kamenz zählt seit der letzten Stadtratswahl am 9. Juni 2024 nunmehr 26 Stadträte und setzt sich wie folgt zusammen:
- Grüne: 1
- MfKM: 4
- WV K: 9
- FDP: 1
- CDU: 3
- AfD: 8

| Parteien und Wählergemeinschaften                 | 2024   | 2024   | 2019   | 2019   | 2014   | 2014   | 2009   | 2009   |
| Parteien und Wählergemeinschaften                 | %      | Sitze  | %      | Sitze  | %      | Sitze  | %      | Sitze  |
| ------------------------------------------------- | ------ | ------ | ------ | ------ | ------ | ------ | ------ | ------ |
| Wählervereinigung Kamenz und Ortsteile            | 37,3   | 9      | 21,5   | 6      | 14,6   | 3      | 12,9   | 3      |
| Alternative für Deutschland (AfD)                 | 30,2   | 8      | 20,8   | 6      | −      | −      | −      | −      |
| Miteinander für Kamenz – offenes Bündnis Kamenz   | 16,2   | 4      |        |        |        |        |        |        |
| Christlich Demokratische Union Deutschlands (CDU) | 11,2   | 3      | 18,0   | 5      | 29,2   | 7      | 20,6   | 5      |
| Freie Demokratische Partei (FDP)                  | 2,8    | 1      | 6,3    | 1      | 7,0    | 1      | 10,6   | 3      |
| Bündnis 90/Die Grünen (GRÜNE)                     | 2,2    | 1      | 3,3    | 1      | 3,8    | 1      | 3,3    | 0      |
| Die Linke (LINKE)                                 | −      | −      | 15,5   | 4      | 27,2   | 7      | 27,5   | 7      |
| STADT \| LAND \| FRAU                             | −      | −      | 11,5   | 3      | −      | −      | −      | −      |
| Sozialdemokratische Partei Deutschlands (SPD)     | −      | −      | 3,0    | 0      | −      | −      | −      | −      |
| Wählervereinigung Wir für Kamenz                  | −      | −      | −      | −      | 11,1   | 2      | 10,3   | 2      |
| Nationaldemokratische Partei Deutschlands (NPD)   | −      | −      | −      | −      | 7,3    | 1      | 9,2    | 2      |
| Gesamt                                            | 100    | 26     | 100    | 26     | 100    | 22     | 100    | 22     |
| Wahlbeteiligung                                   | 64,4 % | 64,4 % | 59,2 % | 59,2 % | 48,1 % | 48,1 % | 48,5 % | 48,5 % |

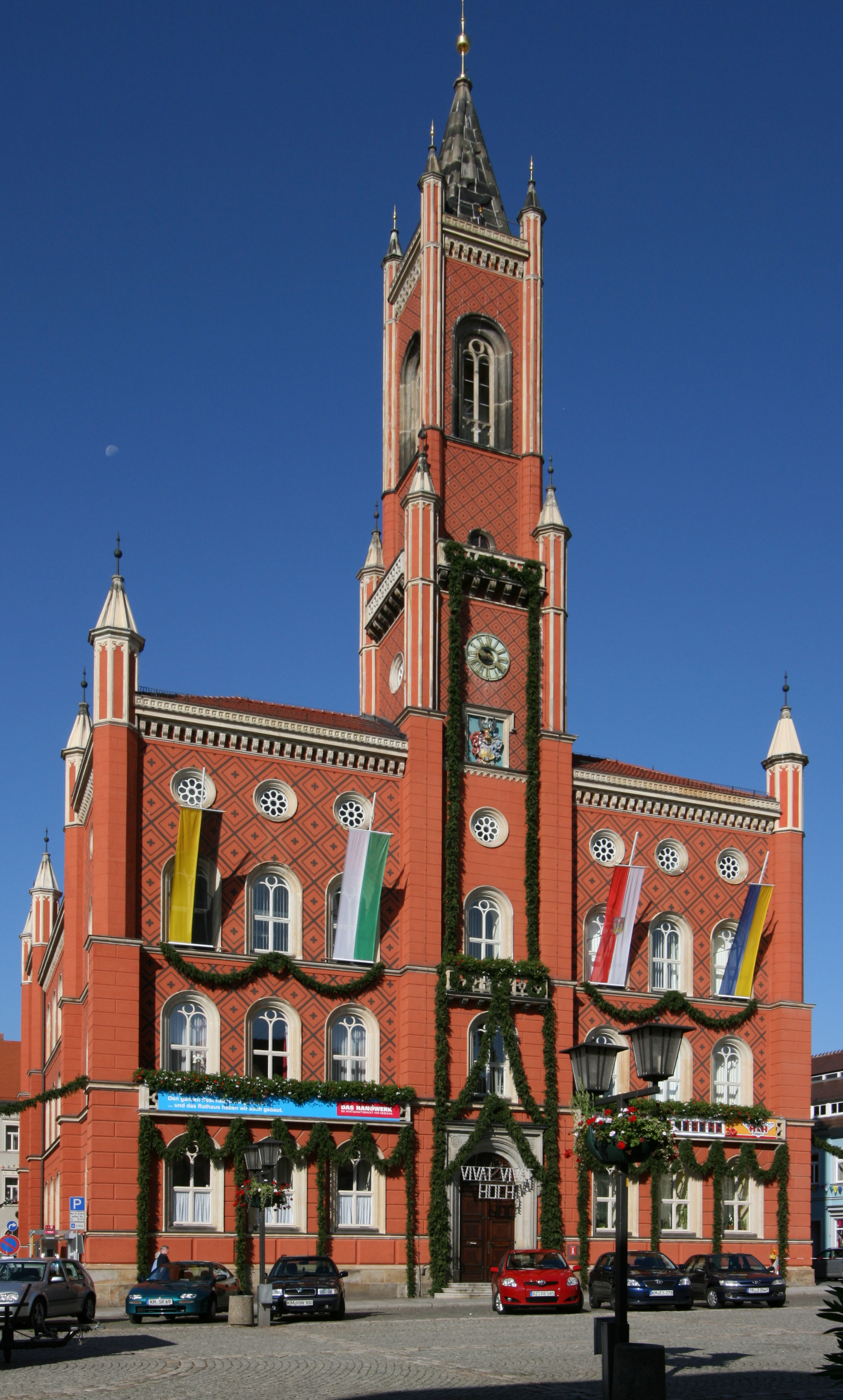
Rathaus Kamenz

Kamenz ist die größte Stadt Deutschlands, in deren Stadtrat die SPD und die Linke nicht vertreten ist.

### Oberbürgermeister
1994 wurde Lothar Kunze (CDU) im 2. Wahlgang mit 47,8 % der abgegebenen Stimmen gewählt. 2001 wurde Arnold Bock (PDS) mit 57,0 % gewählt. Auf Grund seines Alters ging er 2004 in den Ruhestand.
Daraufhin wurde Roland Dantz (parteilos) 2004 im 2. Wahlgang mit 48,1 % gewählt. Im September 2011 wurde er mit 74,2 % und 2018 mit 94,6 % der Stimmen im Amt bestätigt.
| Wahl | Bürgermeister                                | Vorschlag                                    | Wahlergebnis                                 |
| ---- | -------------------------------------------- | -------------------------------------------- | -------------------------------------------- |
| 2025 | Wahl am 28. September (und ggf. 26. Oktober) | Wahl am 28. September (und ggf. 26. Oktober) | Wahl am 28. September (und ggf. 26. Oktober) |
| 2018 | Roland Dantz                                 | Dantz                                        | 94,7 %                                       |
| 2011 | Roland Dantz                                 | Dantz                                        | 74,2 %                                       |
| 2004 | Roland Dantz                                 | Dantz                                        | 48,1 %                                       |
| 2001 | Arnold Bock                                  | PDS                                          | 57,0 %                                       |
| 1994 | Lothar Kunze                                 | CDU                                          | 47,8 %                                       |

### Wappen
Beschreibung: „In Blau eine schwarzgefugte, gezinnte, goldene Stadtmauer mit geöffneten Tor, gezogenem dreispitzigen schwarzen Fallgatter und silbernen Flügeln, überragt von zwei wachsenden, sechseckigen, schwarzgefugten, goldenen, gezinnten Türmen mit je drei schwarzen Fenstern, zwischen ihnen ein aufgesetzter goldener Dreiecksgiebel, bestückt mit einer unterhalben goldenen Lilie, auf den Turmdächern wachsend je ein rotgekleideter, zugewandter, blonder, ein goldenes Hifthorn blasender Turmwärter in natürlichen Farben, ein Wappenschildchen haltend, darin in Rot ein silberner, goldgekrönter doppelschwänziger Löwe. - Vollwappen: Auf dem rot-blau bewulstetem, goldgekröntem Helm mit rechts rot-silbernen und links blau-goldenen Helmdecken zwischen einem schwarzen offenen Flug wachsend der silberne goldgekrönte Löwe.“

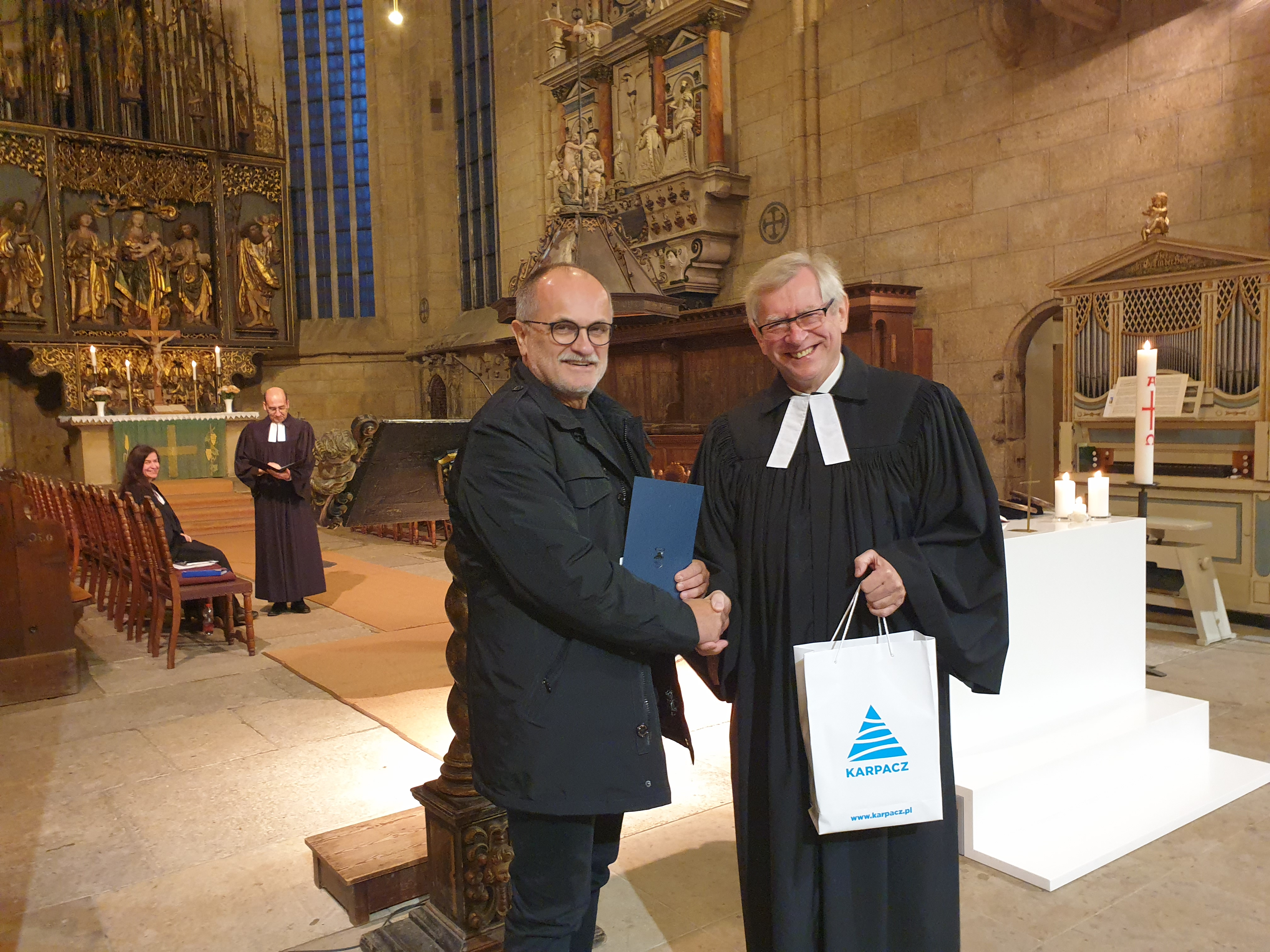
Besuch des ökumenischen Chores der Kirche Wang in Kamenz im Oktober 2022: Pfarrer Pech überbringt die Grüße des Bürgermeisters aus Karpacz an den Kamenzer Oberbürgermeister Danz.

Im Jahr 1319 nahm die Stadt Kamenz nach ihrem Lossagen von der Grafenherrschaft ein neues Stadtwappen an. Die goldenen Zinnenmauer steht für die Wehrhaftigkeit der Stadt, der doppelschwänzige Löwe ist der Böhmische Löwe und bekundet die böhmische Oberhoheit.

### Städtepartnerschaften
- Alzey (Rheinland-Pfalz) Partnerschaft seit Juni 1990[26]
- Kolín (Tschechien) Partnerschaftsvertrag nach über 25 Jahren kultureller Beziehungen im Jahre 1992.[27]
- Karpacz (Polen) Die Partnerschaft besteht seit August 2005[28] und wird unter anderem durch regelmäßige gegenseitige Besuche des evangelischen Kirchenchores beim ökumenischen Chor bei der Kirche Wang in Karpacz und des Chores aus Karpacz in Kamenz mit Leben erfüllt.

## Kultur und Sehenswürdigkeiten

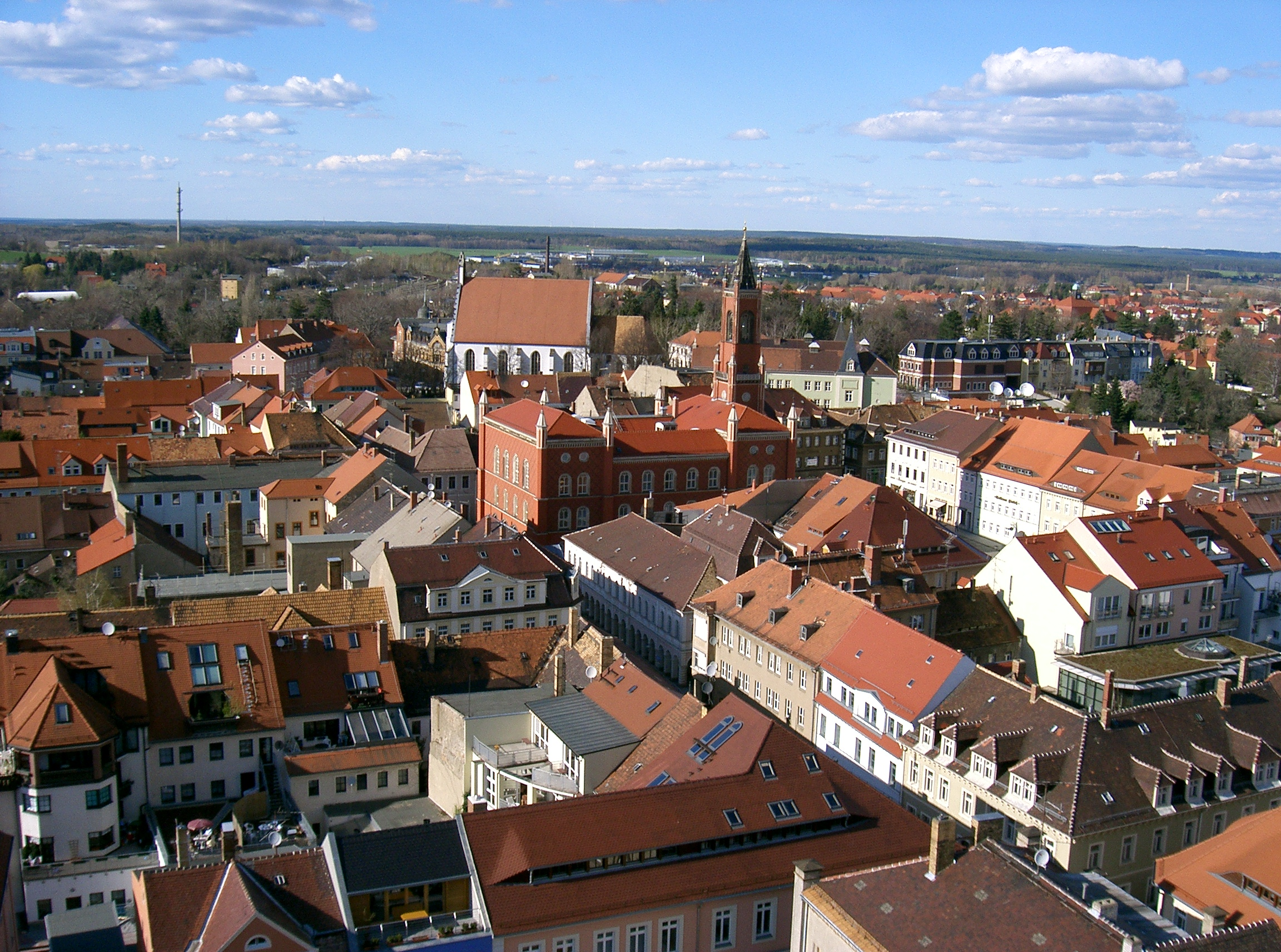
Blick über die Kamenzer Innenstadt

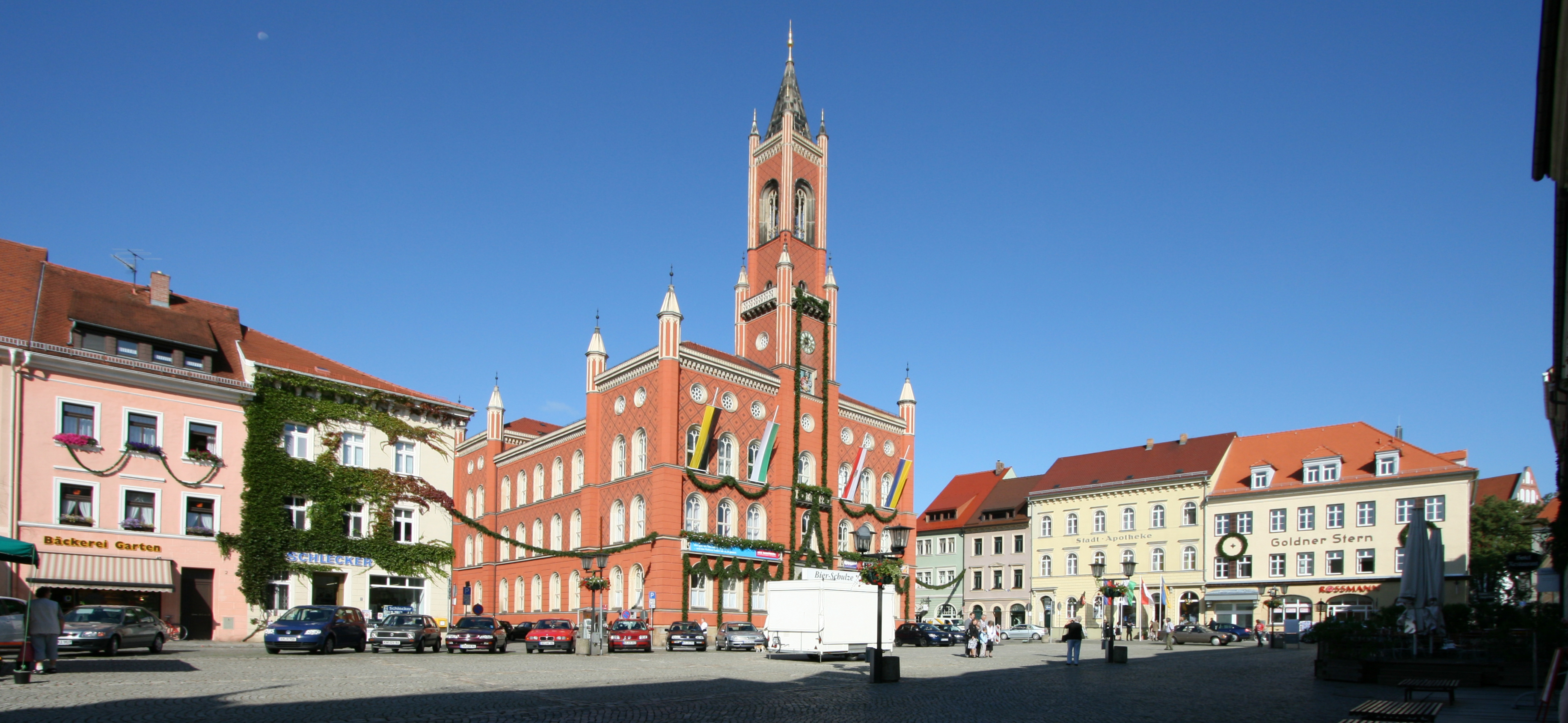
Marktplatz

### Theater
Kamenz unterhält ein Gastspieltheater, das 1999 wiedereröffnet wurde und seitdem neben dem Schauspiel auch Kabarett, Konzerte und Ähnliches anbietet.

### Museen und Stadtarchiv
Kamenz hat eine reiche Museumslandschaft. In der Stadt gibt es drei kommunale Museen: Das Lessing-Museum widmet sich dem berühmtesten Sohn der Stadt Gotthold Ephraim Lessing, das Museum Stadtgeschichte im Malzhaus beschreibt die Kamenzer Historie seit dem Mittelalter. Seit 2011 werden in dem ebenfalls von der Stadt betriebenen Museum Klosterkirche und Sakralmuseum St. Annen die Kunst- und Kirchenschätze der Evangelisch-Lutherischen Kirchgemeinde Kamenz gezeigt. Das Museum der Westlausitz präsentiert vorwiegend Ausstellungen zur regionalen Natur, Landschaft und Geschichte. Das Stadtarchiv Kamenz ist eines der ältesten Oberlausitzer Kommunalarchive und befindet sich im Rathaus.

### Bauwerke
Das Rathaus Kamenz wurde 1847 bis 1848 durch Carl August Schramm im Stil der italienischen Neorenaissance erbaut. Auf dem Markt vor dem Rathaus befindet sich der Andreasbrunnen mit Justitia-Statue aus Sandstein.

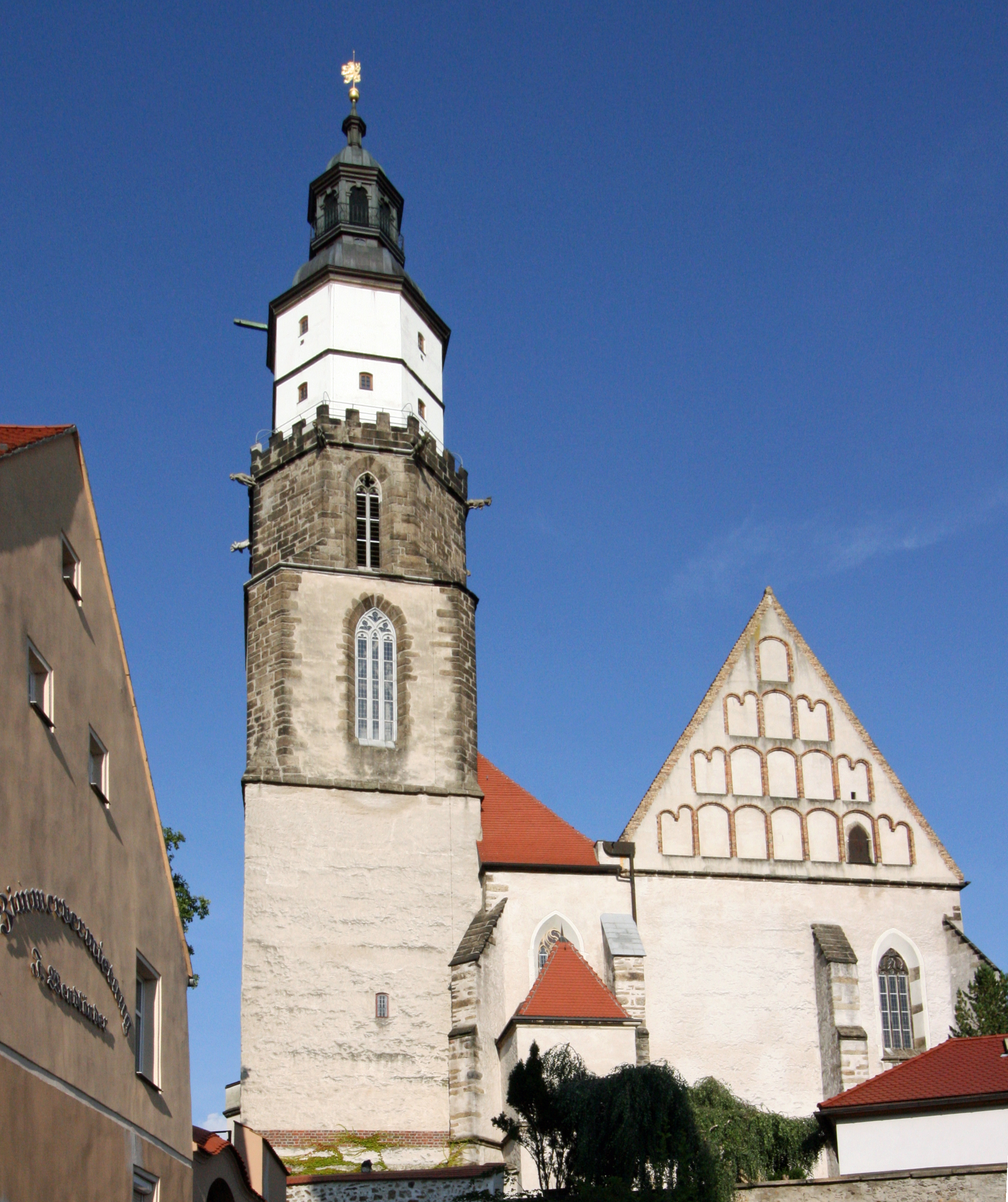
Hauptkirche St. Marien

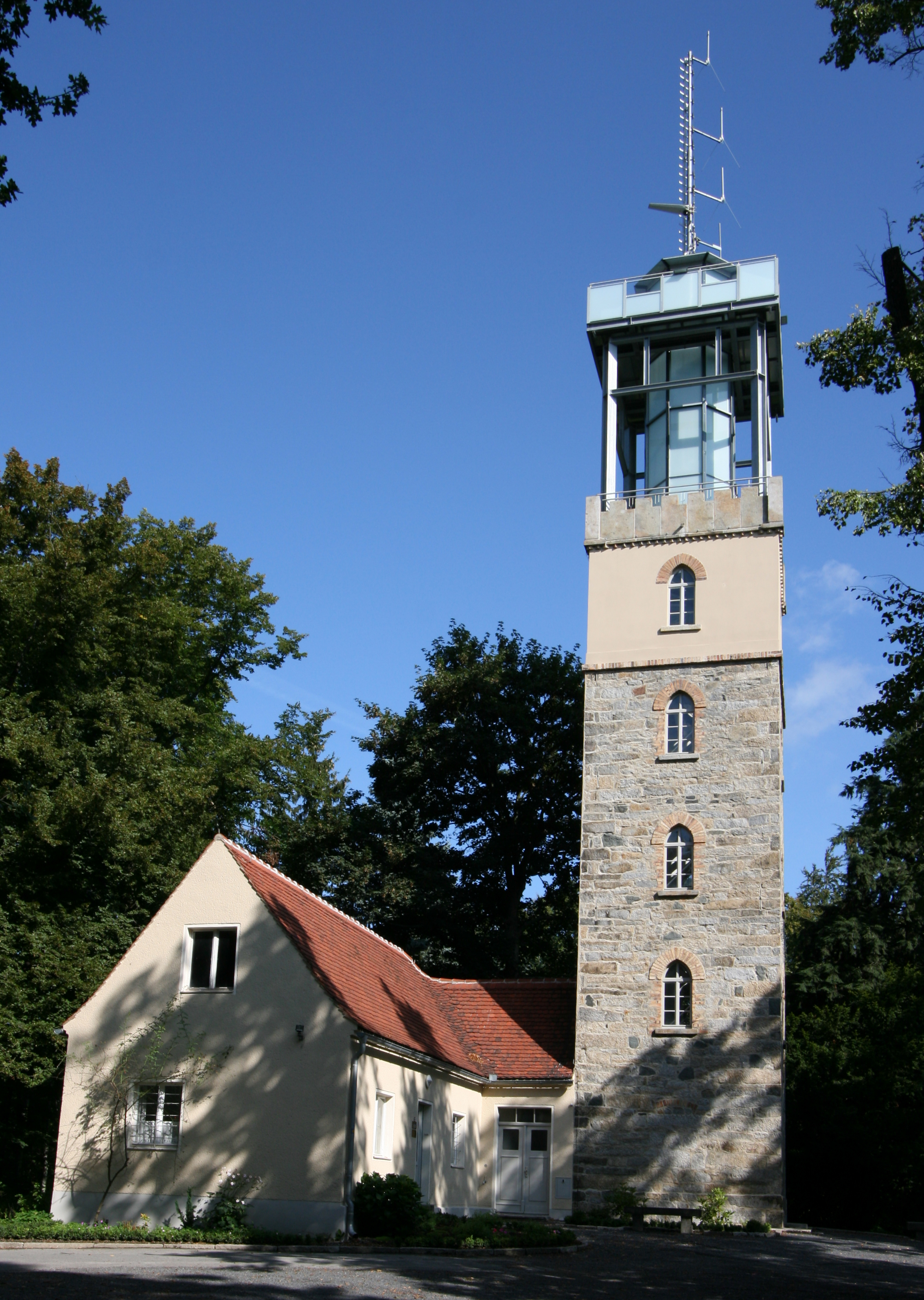
Lessingturm auf dem Hutberg

Im Süden der Altstadt sind Reste der mittelalterlichen Stadt- und Klosterbefestigung zu sehen, vor allem der Rote Turm, die Stadtschreiberbastei („Pichschuppen“), die Mönchsmauer und das Klostertor. Die evangelische Hauptkirche St. Marien (erbaut 1275 bis 1479, spätgotische Hallenkirche) ist die einzige aus Granit erbaute Hallenkirche nördlich der Alpen. Unmittelbar daneben steht die Katechismuskirche (Wehrkirche, vor 1358). Ebenfalls im Süden der Stadt liegt das Barmherzigkeitsstift mit Bönisch-Mausoleum, ein 1826 fertiggestelltes Krankenhaus für die Ärmsten der Armen.
Am Nordrand der Altstadt steht die Klosterkirche St. Annen (ca. 1510) mit insgesamt fünf spätgotischen Schnitzaltären und weiteren sakralen Kostbarkeiten. Gegenüber befindet sich die Lessing-Gedenkstätte am ehemaligen Standort des Geburtshauses Lessings. Das Lessinghaus gehört zu den 20 kulturellen Gedächtnisorten in den Neuen Ländern. Weiter westlich steht eine Kursächsische Postdistanzsäule, errichtet 1725 am ehemaligen Königsbrücker Tor, heute Bönischplatz. Die vierte evangelische Kirche der Stadt ist die Begräbniskirche St. Just, die bereits als Pilger-Kapelle vor 1377 genannt wird.
Am äußersten Westrand der Kernstadt liegt die Hutbergbühne, eine Freilichtbühne für bis zu 6.800 Zuschauer. Am Ortsausgang Richtung Pulsnitz steht ein Königlich-sächsischer Ganzmeilenstein aus der Zeit von 1859 bis 1860. Eine Gedenktafel am Fabrikgebäude Herrental Nr. 9 erinnert an 125 KZ-Häftlinge, die Opfer von Zwangsarbeit wurden.

### Natur
- Hutberg (297 m) – Parkanlage mit Rhododendren, Azaleen und verschiedenartigen Gehölzen.
- Etwa 32 Prozent des umgebenden ehemaligen Landkreises Kamenz stehen unter Landschafts- bzw. Naturschutz, es existiert ein gut ausgebautes Rad- und Wanderwegenetz.

### Sport
In Kamenz ist der SV Einheit Kamenz beheimatet, dessen 1. Fußball-Männermannschaft seit der Saison 2018/19 in der sechstklassigen Landesliga Sachsen spielt.
Im alten Stadtbad befindet sich ein Skatepark, dessen Skater verschiedene Meisterschaften gewonnen haben.

### Regelmäßige Veranstaltungen
- Kamenzer Forstfest (jährlich in der Woche, in die der 24. August (Bartholomäustag) fällt)
- Blütenlauf auf dem Kamenzer Hutberg
- Kamenzer Lessing-Tage (jährlich im Januar und Februar)
- Fête de la Musique jedes Jahr am 21. Juni
- Karneval in Kamenz
- Hexenbrennen, Familienfest in der Walpurgisnacht[29]

### Kulinarische Spezialitäten
Eine besondere Spezialität der Stadt ist das Kamenzer Würstchen, kurz auch „Kamenzer“ genannt. Die Knackwurst wird roh oder in Wasser erhitzt gegessen und ist bei vielen Kamenzer Familien zusammen mit Kartoffelsalat das traditionelle Gericht am Heiligen Abend. Die Füllung besteht zu je einem Drittel aus magerem und fettem Rindfleisch sowie aus durchwachsenem Schweinefleisch. Manche Fleischer mischen auch Schafsfleisch bei. Das Brät wird mit Salz, Pfeffer, Kümmel, Zwiebel und Paprika gewürzt, in Saitlinge abgefüllt und dann heiß geräuchert. Es wird vermutet, dass das Rezept ursprünglich aus dem nahen Städtchen Wittichenau stammt. Inzwischen wurden die Kamenzer Würstchen durch in Kamenz ausgebildete Fleischergesellen auch in anderen Teilen Sachsens bekannt gemacht.

### Naturschutz
- Siehe auch: Liste der Naturdenkmale in Kamenz

## Wirtschaft und Infrastruktur

### Verkehr

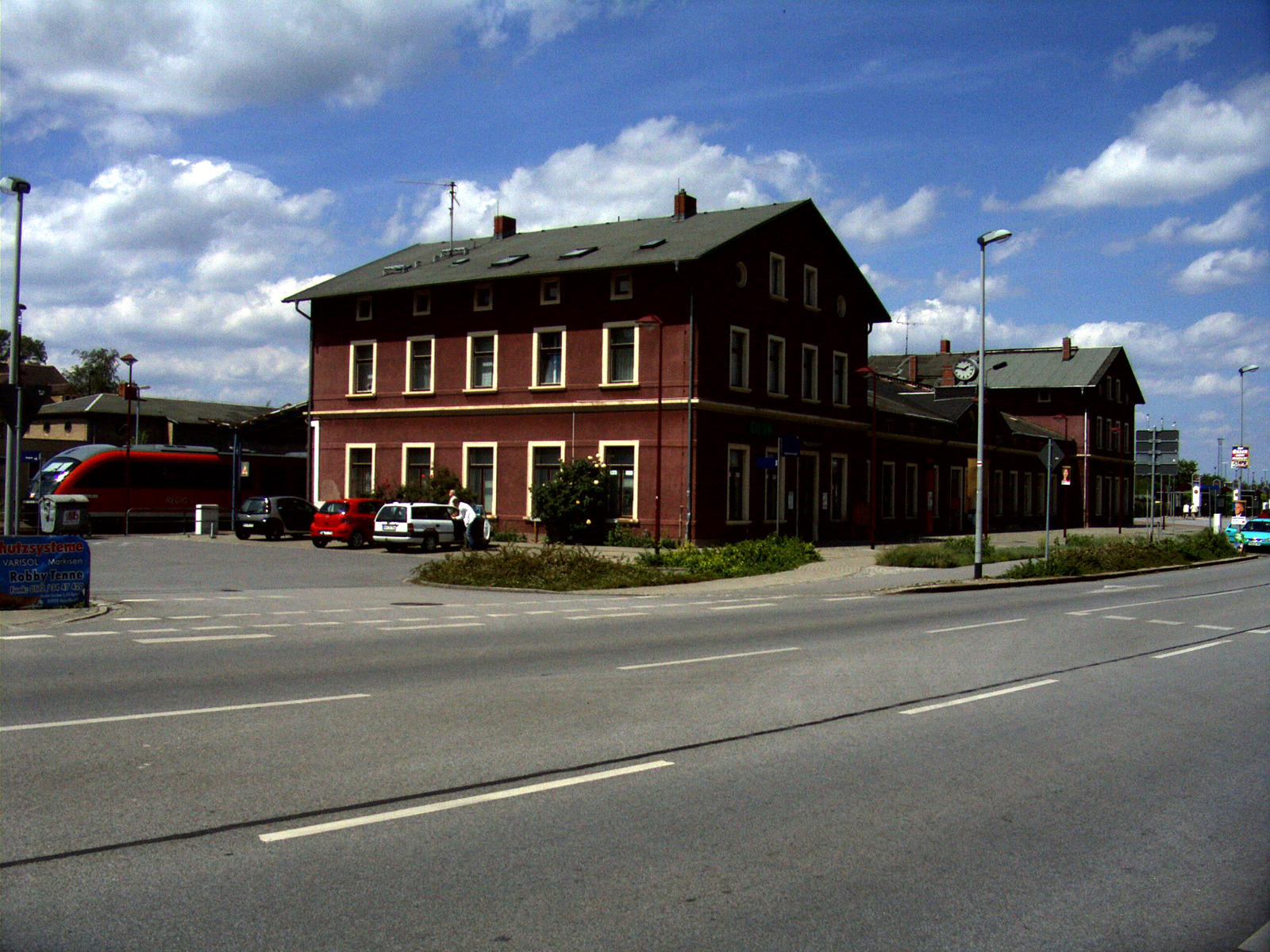
Bahnhof Kamenz

Die nächstgelegene Anschlussstelle Burkau zur A 4 befindet sich etwa 12 km südlich. Von dort besteht Anschluss über die Staatsstraße S 94 Burkau–Kamenz–Bernsdorf und von der Anschlussstelle Pulsnitz über die S 95 Radeberg–Pulsnitz–Kamenz–Hoyerswerda. Weitere Staatsstraßen, die die Stadt erschließen, sind die S 93 von Kamenz nach Grüngräbchen an der Landesgrenze zu Brandenburg, die S 97 von Kamenz nach Zerna und die S 100 Radeburg–Königsbrück–Kamenz–Salzenforst. Am nordöstlichen Stadtrand befindet sich der Flugplatz Kamenz. Der Regionalbus Oberlausitz betreibt ein Stadtbus-Netz mit drei Linien (Linie 21, 22, 23).
Kamenz liegt an den eingleisigen Hauptbahnen Lübbenau–Kamenz und Kamenz–Pirna. Der Bahnhof Kamenz (Sachs) ist heute Endpunkt der S-Bahn-Linie S8 der S-Bahn Dresden aus Dresden. Zum Fahrplanwechsel im Dezember 2021 wurde die stündlich fahrende Regionalbahn-Linie 34 in die halbstündlich fahrende S-Bahn Linie 8 umbenannt. Zum brandenburgischen Senftenberg verkehrten seit Ende der 1990er Jahre keine Reisezüge mehr, nur noch Güterverkehr. Im Fahrplanjahr 2022 wird hier wochenends in den Sommerferien wieder ein tägliches Fahrtenpaar angeboten. Die Bahnstrecke nach Bischofswerda wurde komplett stillgelegt.

### Ansässige Unternehmen

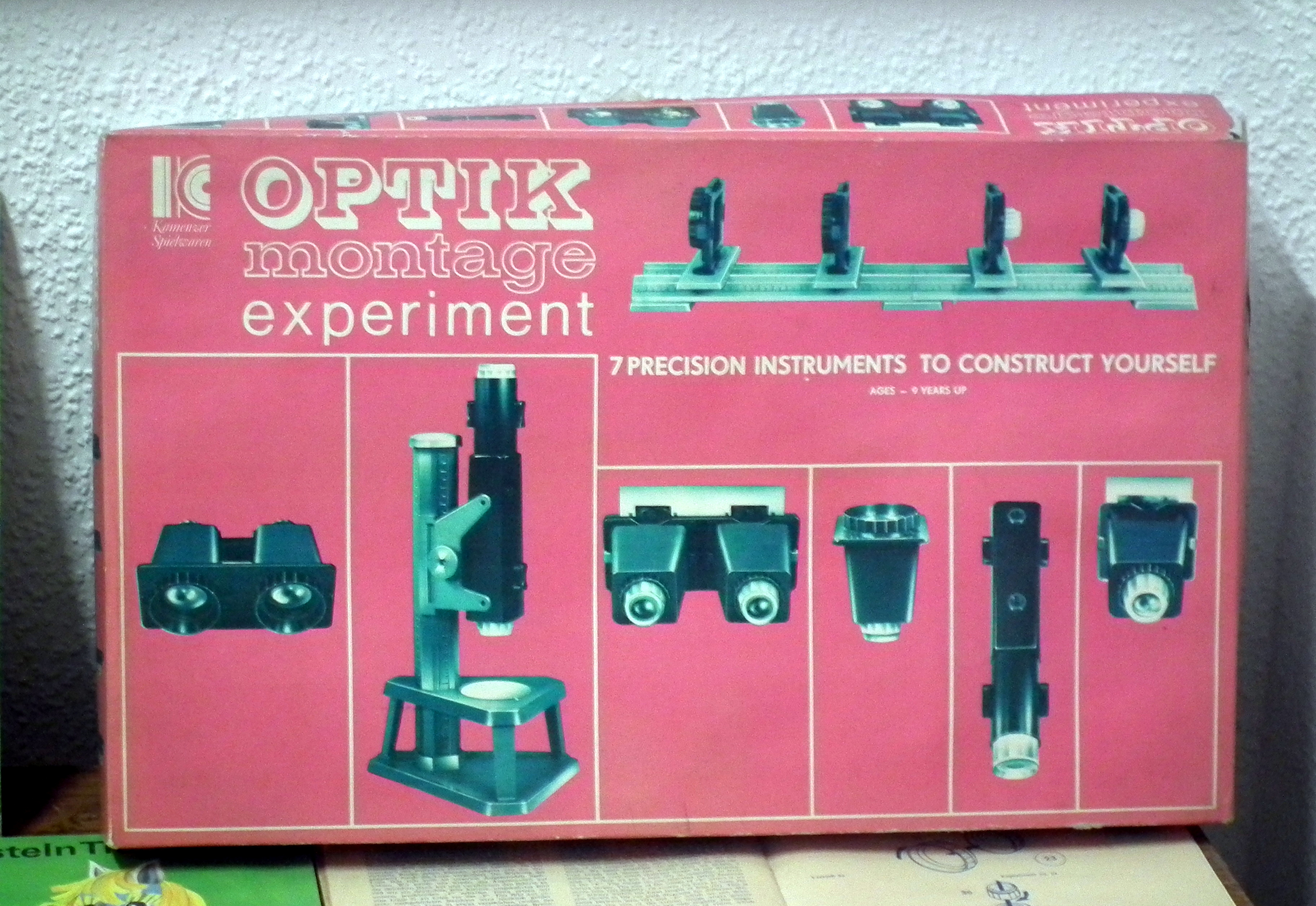
Optik-Experiment vom VEB Kamenzer Spielwaren im DDR-Museum Pirna

Die Stadt beherbergt vorwiegend kleinere und mittlere Betriebe aus den Bereichen Textilherstellung, Maschinenbau, Kaolingewinnung und Plastikverarbeitung. Größte überregionale bekannte Arbeitgeber sind hierbei ein Abfüllwerk des Spirituosenherstellers Jägermeister und der Textilwerbemittelspezialist Sachsen Fahnen.
Der Batteriehersteller (Deutsche) Accumotive, eine hundertprozentige Tochter der Mercedes-Benz Group AG, ist größter Arbeitgeber des Ortes. 2018 nahm dieser ein zweites Batteriewerk in Betrieb. In beiden Werken zusammen sind etwa 1300 Mitarbeiter beschäftigt. Bis zu dessen Betriebsaufgabe 2015 war in Kamenz außerdem der Batteriezellenhersteller Li-Tec ansässig, eine Tochter der Daimler AG als Zulieferer für Accumotive. Zusammen mit dem E-Bike Akkurecycler Liofit bildet Kamenz ein wichtiges Kompetenz- und Technologiezentrum der Batterietechnik.
Ein weiterer wichtiger Arbeitgeber in Kamenz sind verschiedene Behörden, wie das Landesamt für Statistik, dessen Sitz sich hier befindet.
Als Teil der Oberlausitzer Heide- und Teichlandschaft ist das Umland von Kamenz besonders von Teichwirtschaften geprägt.

## Persönlichkeiten

### Ehrenbürger
- Friedrich August Bevilaqua (1777–1845), Generalleutnant
- Hermann von Salza und Lichtenau (1829–1915), Kreishauptmann zu Bautzen
- Wilhelm Weisse (1846–1916), königlicher Hoflieferant und Kamenzer Stadtgärtner
- Emil Oskar Müller (1843–1930), Tuchfabrikant, Stadtrat, Stellvertreter des Bürgermeisters, Direktor der Braugenossenschaft, ab 1920 Emil-Oskar-Müller-Straße[37]
- Ludwig Haberkorn (1811–1901), deutscher Politiker
- August Theodor Goebel (1829–1916), deutscher Drucker und Autor
- Paul Freiherr von Gutschmidt (1822–1904), Kreisdirektor in Bautzen
- Eduard von Könneritz (1802–1875), Regierungsrat, Vorstand der Königlich-Sächsischen Kreisdirektion Bautzen

### Söhne und Töchter der Stadt
- Der wohl bekannteste Sohn der Stadt Kamenz ist der Dichter Gotthold Ephraim Lessing (1729–1781), dessen Vater, Johann Gottfried Lessing, Pastor an der Hauptkirche St. Marien war. Das Geburtshaus Lessings wurde beim letzten großen Stadtbrand 1842 vernichtet, doch erinnert heute ein Museum an ihn.[38]
- Bruno Richard Hauptmann (1899–1936), US Immigrant, der wegen der Entführung und Ermordung von Charles Lindberghs Sohn Charles Lindbergh III. zum Tode verurteilt und hingerichtet wurde.
- International bekannt ist zudem Georg Baselitz (* 1938 als Hans-Georg Kern im heutigen Ortsteil Deutschbaselitz), einer der bedeutendsten deutschen Maler der Gegenwart.

### Persönlichkeiten, die vor Ort wirken oder gewirkt haben
- Johann Lange (1543–1616), Orgelbauer
- Johannes Franke (1545–1617), Arzt und Botaniker, 1581–1600 Stadtphysikus in Kamenz
- Johann Gottfried Heinitz (1712–1790), Schulrektor in Kamenz
- Heinrich Gottlob Gräve (1772–1847), Historiker und Volkskundler, Ratsherr und Senator in Kamenz
- Johann Gottfried Bönisch (1777–1831), Mediziner und Schriftsteller
- Walter Lehweß-Litzmann (1907–1986), von 1952 bis 1959 Kommandeur der Fliegerschule Kamenz, der späteren Offiziershochschule der Luftstreitkräfte/Luftverteidigung „Franz Mehring“
- Bernhard Wensch (1908–1942), römisch-katholischer Priester, 1934–1937 Kaplan in Kamenz
- Hellmuth Muntschick (1910–1943), Holzschnittkünstler
- Heinz Kubasch (1923–2013), Leiter des Museums der Westlausitz und Sachbuchautor
- Erich Große (1925–2009), Pädagoge und Sachbuchautor
- Matthias Herrmann (1961–2007), Stadtarchivar und Leiter des Lessing-Museums
- Paultheo von Zezschwitz (* 1972), Chemiker, in Kamenz als Unternehmer tätig